# Любомирская, Магдалена Агнешка
Княжна Магдалена Агнешка Любомирская (в замужестве — Сапега) (пол. Magdalena Agnieszka z Lubomirskich Sapieżyna; 1739—1780) — польская аристократка, дочь князя Антония Бенедикта Любомирского и Анны Софии Ожаровской, одна из любовниц последнего короля Речи Посполитой Станислава Августа Понятовского.

## Биография
Представительница магнатского рода Любомирских герба «Шренява». Дочь князя Антония Бенедикта Любомирского (1718—1761), мечника великого коронного, и Анны Софии Ожаровской (? — 1759), старшей дочери Ежи Марцина Ожаровского и Констанции Бобровницкой. Сестра генерала князя-магната Ежи Марцина Любомирского. Владелица Мнишева.
26 июня 1755 года Магдалена Агнешка Любомирская была выдана замуж за князя Юзефа Любомирского (? — 1755), постолия великого литовского, старшего сына князя-магната Ежи Александра Любомирского и баронессы Иоанны Каролины фон Штокхаузен. В том же 1755 году Юзеф Любомирский скончался, их брак был бездетным.
27 декабря 1756 года княгиня Любомирская вторично вышла замуж за Александра Михала Сапегу (1730—1793), великого гетмана литовского и великого канцлера великого. Магдалена интересовалась политикой, оказывала влияние и поддерживала политическую карьеру своего супруга. В 1762 году она поддержала его против Генрика Брюля, а в апреле 1763 года вместе с ним участвовала в Виленском трибунале. Она агитировала в пользу князя Михала Юзефа Массальского. Во время междуцарствия 1763 года она убедила своего супруга вступить в Фамилию (политическую партию во главе с князьями Чарторыйскими). Примерно с 1763 года у неё был роман с королем Станиславом Августом Понятовским параллельно с Эльжбетой Браницкой, но её роман был более сдержанным. Отмечается, что она и её супруг не жили вместе в 1765—1772 годах, и ей было предоставлено пособие от короля. Её муж не хотел, чтобы его называли отцом некоторых детей, которых она родила за эти годы.
Она известна как меценат театра. В течение 1770-х годов она была членом театрального общества, и семья управляла несколькими театрами в своих дворцах.

## Дети
Дети от брака с Александром Михалом Сапегой:
- Казимир Сапега (1757—1758)
- Анна Теофила Сапега (1758—1813), 1-й муж с 1774 года князь Иероним Януш Сангушко (1743—1812), 2-й муж с 1786 года Северин Потоцкий (1762—1829).
- Каролина Сапега (1759—1814), 1-й муж с 1775 года Теодор Потоцкий (ум. 1812), 2-й муж подстолий великий коронный Станислав Солтык.
- Марианна Сапега (1760— ?), 1-й муж Ян Соллогуб, 2-й муж князь Игнацы Пузына.
- Эмилия Сапега (1762—1835), жена подкомория стародубского Франтишека Ельского.
- Франтишек Сапега (1772—1829), генерал литовской артиллерии (1793).

Дети от связи со Станиславом Августом Понятовским:
- Констанция Жванова (1768—1844), супруг с 1783 года полковник Кароль Жван
- Михал Цихоцкий (1770—1828), бригадный генерал армии Великого герцогства Варшавского.